# Kniebeugenständer

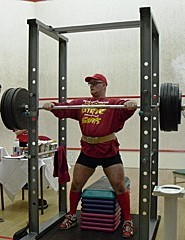
Ein Mann verwendet einen Kniebeugenständer

Kniebeugenständer sind Hantelablagen beim Krafttraining, die meist im Fitnessstudio oder in Krafträumen vorzufinden sind. Kniebeugenständer können fest installiert oder tragbar und höhenverstellbar sein. 
Tragbare Kniebeugenständer sind für ein Heimtraining geeignet. Kniebeugenständer sind nicht nur für Übungen wie Kniebeugen, sondern für vielfältige Übungen mit einer Langhantel geeignet. 
Klassische Übungen, die mit Hilfe von Kniebeugenständern ausführbar sind, sind beispielsweise Bankdrücken, Schrägbankdrücken, Nackendrücken oder Ausfallschritte.
Kniebeugenständer sind erforderlich, um schwer beladene Langhanteln in die richtige Ausgangsposition für die jeweilige Übung bringen zu können. Dabei wird die Höhe der Hantelablage auf die jeweilige Übung und die Körpergröße des Trainierenden abgestimmt. Die richtige Platzierung unter den Kniebeugenständern ist wichtig für die sichere Übungsausführung.